# Индија на Светском првенству у атлетици у дворани 2016.
Индија је учествовала на 16. Светском првенству у атлетици у дворани 2016. одржаном у Портланду од 17. до 20. марта  седми пут. Репрезентацију Индије представљала је 1 атлетичарка која се такмичила у трци на 60 метара са препонама.,
На овом првенству такмичарка Индије није освојио ниједну медаљу нити је остварио неки резултат.

## Учесници
Жене:
- Дути Чанд — 60 м препоне

## Резултати

### Жене
| Атлетичарка | Дисциплина   | Лични рекорд | Квалификације  | Квалификације | Полуфинале | Полуфинале | Финале                | Финале       | Детаљи |
| Атлетичарка | Дисциплина   | Лични рекорд | Резултат       | Место         | Резултат   | Место      | Резултат              | Место        | Детаљи |
| ----------- | ------------ | ------------ | -------------- | ------------- | ---------- | ---------- | --------------------- | ------------ | ------ |
| Дути Чанд   | 60 м препоне | 7,28         | 7,30 (.296) кв | 6. у гр. 5    | 7,65       | 8. у гр. 3 | Није се квалификовала | 23 / 44 (45) |        |